# 마크 호턴

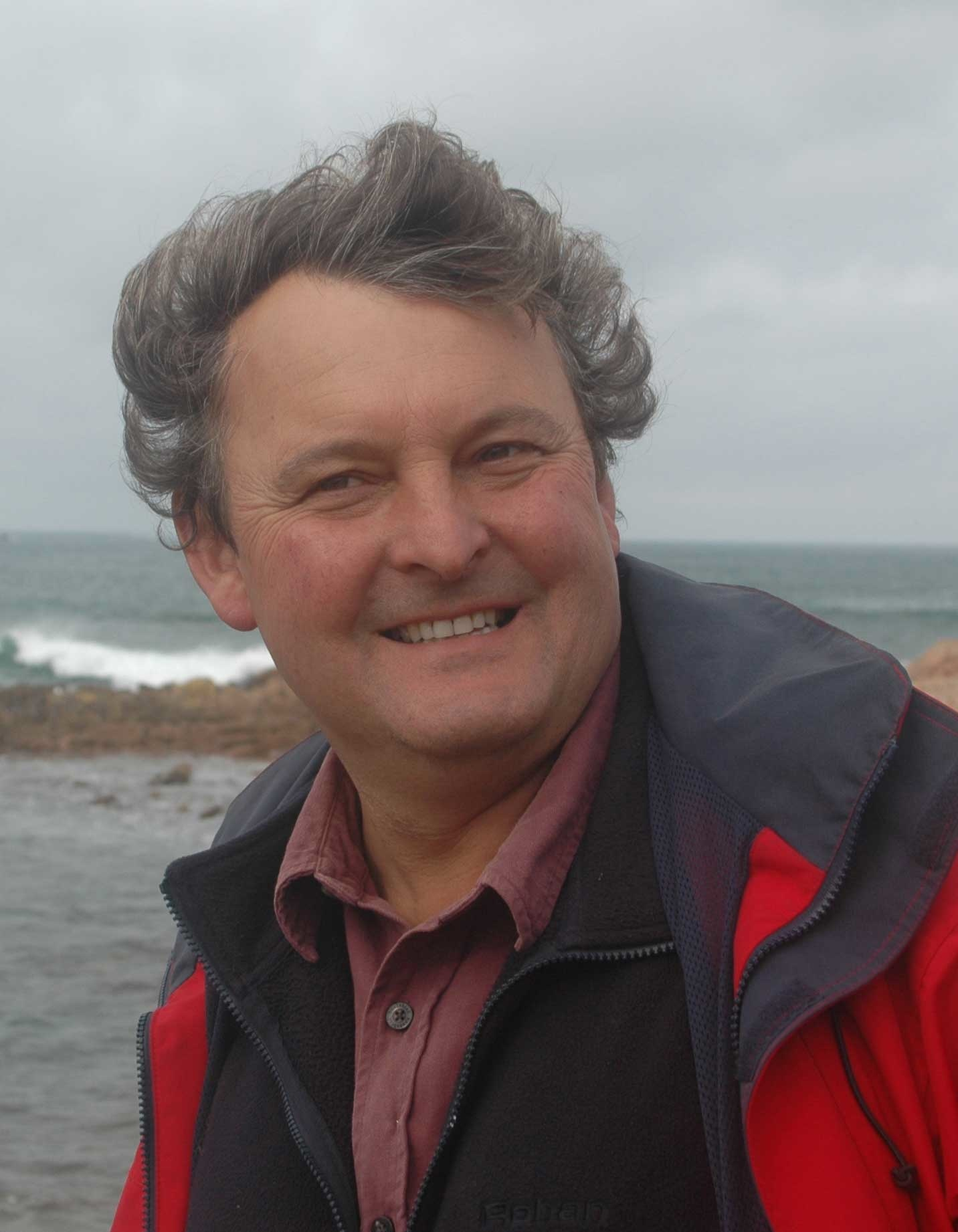

마크 채트윈 호턴(Mark Chatwin Horton, 1956년 2월 15일 - )은 영국의 해양, 역사 고고학자로 방송인이자 작가이다. 4남매의 막내로 형제중에는 BP의 최고경영자였던 로버트 호턴이 있다.

## 학문 이력
호턴은 케임브리지 대학교의 피터하우스에서 박사학위를 취득하였고 현재 브리스틀 대학교의 고고학 교수로 재직중이다.
그는 탄자니아의 잔지바르와 이집트, 카리브해, 중앙아메리카, 프랑스와 영국에서의 발굴작업을 지휘한 경력이 있고 주요저서로는 케냐의 스와힐리족과 잔지바르, 펨바, 툼바투, 라스 음쿰부, 음탐브웨 음쿠, 그리고 츄와카에 관한 책들이 있다. 해양고고학에도 큰 관심을 보이며 영국 브리스틀 대학교의 해양고고학 학과장으로 있다. 다른 주요 발굴작업으로는 파나마의 스코틀랜드의 대리언 식민지 유적, 프랑스 샤렝떼의 그로스보 시토 대수도원등이 있다. 2008-9년에는 몽골에 조사차 다녀왔다.

## 방송 경력
마크 호턴의 방송데뷔는 그의 동부 아프리카에서의 학문적 성취를 바탕으로 시작되었다. 그는 1994년 타임 라이프 텔레비전에서 방영된 '아프리카 - 사라진 문명'과 1998년 채널 4에서 방영된 대서양 노예무역에 관한 프로그램에 참여하였다.
그는 오랜기간 채널 4에서 방영되었던 '타임 팀'의 주역으로 첫 에피소드는 1994년 그의 고향인 슈롭셔주의 머치 웬록에서 촬영되었다. 그는 후에 선덜랜드 시내의 '힐튼 성', 슈롭셔 주의 '아스톤 에어'등의 여러 에피소드에 참여하였다.

## 관심 분야
행해에도 열정적으로 딩기보트를 타고 세번강을 건너고 오래된 역사적인 요트를 복원하는데 관심이 크다.

## 저서
- 1996. Shanga: The Archaeology of a Muslim Trading Community on the Coast of East Africa. British Institute in Eastern Africa, Monograph Series 14. (with Helen W. Brown and Nina Mudida).
- 2001. The Swahili. Oxford: Blackwell (with John Middleton).